# Спортивна гімнастика на літніх Олімпійських іграх 2000 — паралельні бруси (чоловіки)
Фінал змагань у вправах на паралельних брусах у рамках турніру зі спортивної гімнастики на літніх Олімпійських іграх 2000 року відбувся 25 вересня 2000 року.

## Призери
| Золото            | Срібло                       | Бронза                |
| Лі Сяопен · Китай | Лі Джу Хйон · Південна Корея | Олексій Нємов · Росія |

## Фінал
| Місце | Гімнаст             | Результат |
| ----- | ------------------- | --------- |
|       | Лі Сяопен (CHN)     | 9.825     |
|       | Лі Джу Хйон (KOR)   | 9.812     |
|       | Олексій Нємов (RUS) | 9.800     |
| 4     | Юнь Джін Су (KOR)   | 9.787     |
| 5     | Іван Іванков (BLR)  | 9.775     |
| 6     | Янн Кушера (FRA)    | 9.725     |
| 7     | Хуан Сю (CHN)       | 9.650     |
| 8     | Маріуш Урзіка (ROU) | 8.887     |